# 기가비트 이더넷
기가비트 이더넷(Gigabit Ethernet, 줄여서 GbE 또는 1 GigE)은 초당 기가비트의 속도를 내는 이더넷 전송 기술이며 IEEE 802.3-2008 표준에 정의되어 있다. 허브를 통해 연결된 반이중 기가비트 링크가 규격을 따르고는 있지만 시장에서는 스위치가 달린 전이중 방식이 일반적이다.

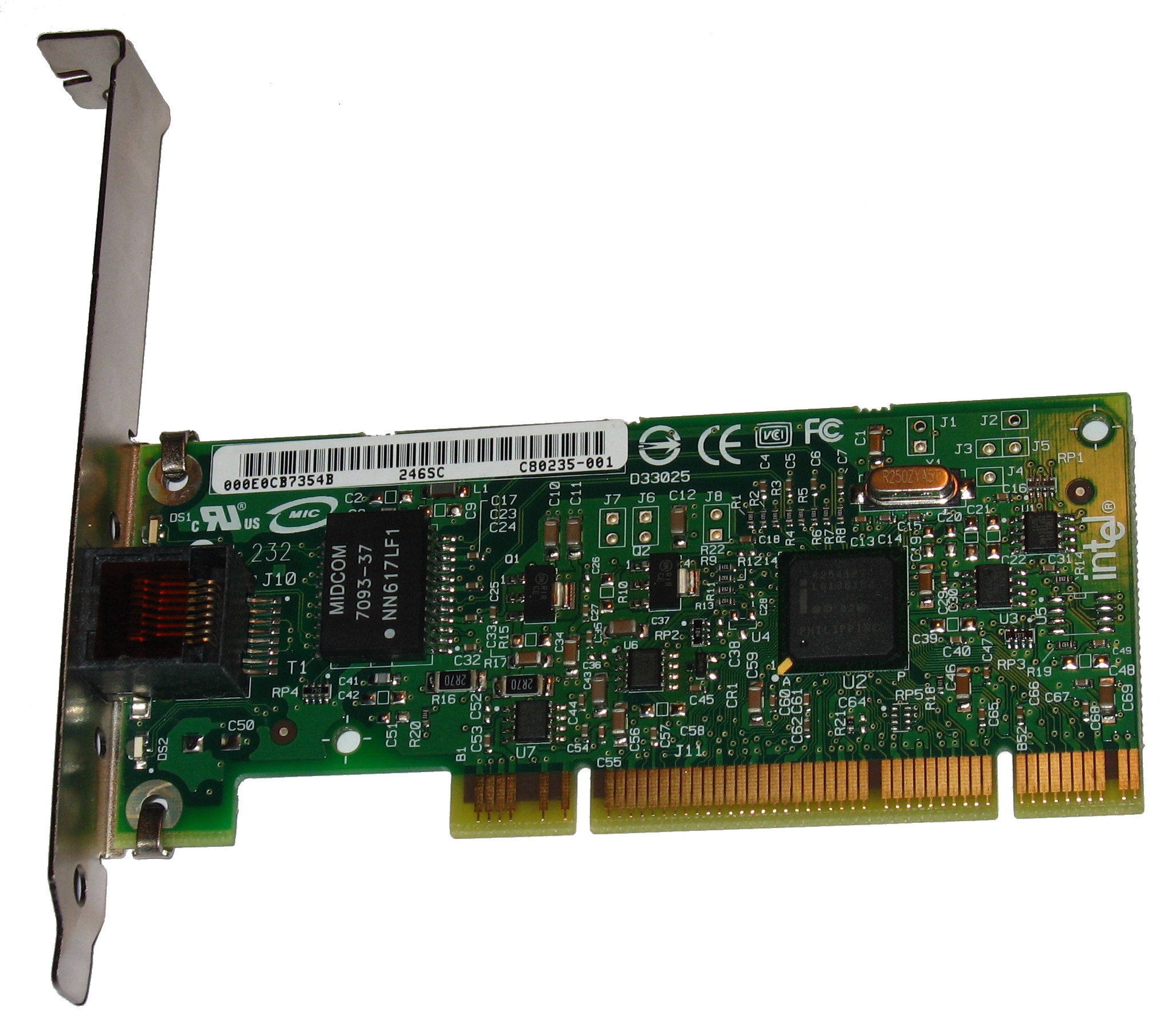
인텔 Pro/1000 GT PCI 방식 랜 카드

## 역사
1970년대 초에 제록스사에서 완성된 연구 결과인 이더넷은 오늘날 물리 계층과 링크 계층 프로토콜을 널리 채용하는 데 큰 역할을 하였다. 100메가비트 이더넷(패스트 이더넷)은 초당 10메가비트에서 100메가비트로 속도를 늘려 놓았다. 기가비트 이더넷은 다음 버전으로, 속도를 초당 1000 메가비트로 늘려 놓았다. 기가비트 이더넷의 초기 표준은 IEEE가 1998년 6월에 IEEE 802.3z라는 이름으로 출시하였고 광섬유를 요구하였다. 802.3z는 1000BASE-X로 부르는 것이 일반적이다. (여기서 -X는 -CX, -SX, -LX 또는 "표준적이지 않은" -ZX를 가리킨다)
- IEEE 802.3ab: 1999년에 승인되었으며 비차폐 연선 (UTP) 카테고리 5, 5e 케이블의 기가비트 이더넷 전송을 정의하며 1000BASE-T로 알려지게 되었다. 802.3ab가 승인되면서 기존의 케이블 인프라를 사용할 수 있게 됨으로써 기가비트 이더넷은 데스크톱 기술이 되었다.
- IEEE 802.3ah: 2004년에 승인되었으며 두 개 이상의 기가비트 파이버 표준을 추가하였다. 하나는 1000BASE-LX10이고 나머지 하나는 1000BASE-BX10이다. 이더넷 인 더 퍼스트 마일(Ethernet in the First Mile)로 알려진 대형 프로토콜들의 일부였다.

더 높은 10기가비트 이더넷 표준은 IEEE가 2002년에 파이버 표준으로 승인하여 2006년 연선 표준으로 승인되면서 사용할 수 있게 되었다. 2009년에 10Gb 이더넷이 백본 네트워크로서 1Gb를 대체하고 있으며 고성능 서버 시스템에도 쓰이기 시작하였다.

## 요약
| 이름          | 매개체                                                                  | 규정 거리                                       |
| ------------- | ----------------------------------------------------------------------- | ----------------------------------------------- |
| 1000BASE‑CX   | 차폐 단일 연선(STP) 케이블                                              | 25 미터                                         |
| 1000BASE‑SX   | 다중 모드 파이버                                                        | 220 ~ 550 미터 (파이버 지름과 대역에 따라 다름) |
| 1000BASE‑LX   | 다중 모드 파이버                                                        | 550 미터                                        |
| 1000BASE‑LX   | 단일 모드 파이버                                                        | 5 km                                            |
| 1000BASE‑LX10 | 단일 모드 파이버 (1,310 nm 파장)                                        | 10 km                                           |
| 1000BASE‑ZX   | 단일 모드 파이버 (1,550 nm 파장)                                        | ~ 70 km                                         |
| 1000BASE‑BX10 | 단일 모드 파이버, 한 가닥 파이버: 1,490 nm 다운스트림 1,310 nm 업스트림 | 10 km                                           |
| 1000BASE‑T    | 연선 방식 (Cat‑5, Cat‑5e, Cat‑6, 또는 Cat‑7)                            | 100 미터                                        |
| 1000BASE‑TX   | 연선 방식 (Cat‑6, Cat‑7)                                                | 100 미터                                        |

## 같이 보기
- 100메가비트 이더넷
- 10기가비트 이더넷
- 100기가비트 이더넷